# Lincoln Continental

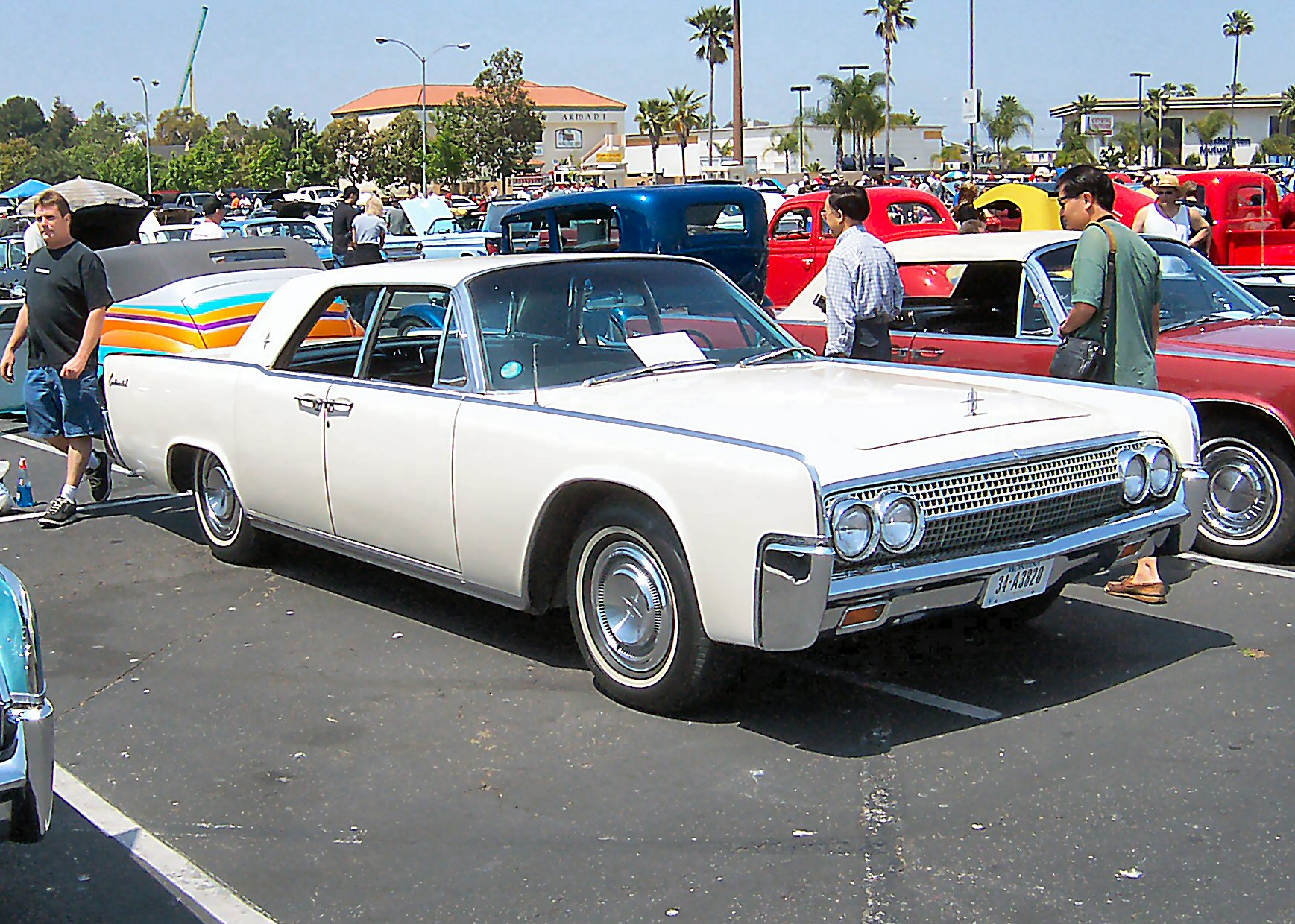
Lincoln Continental 1963

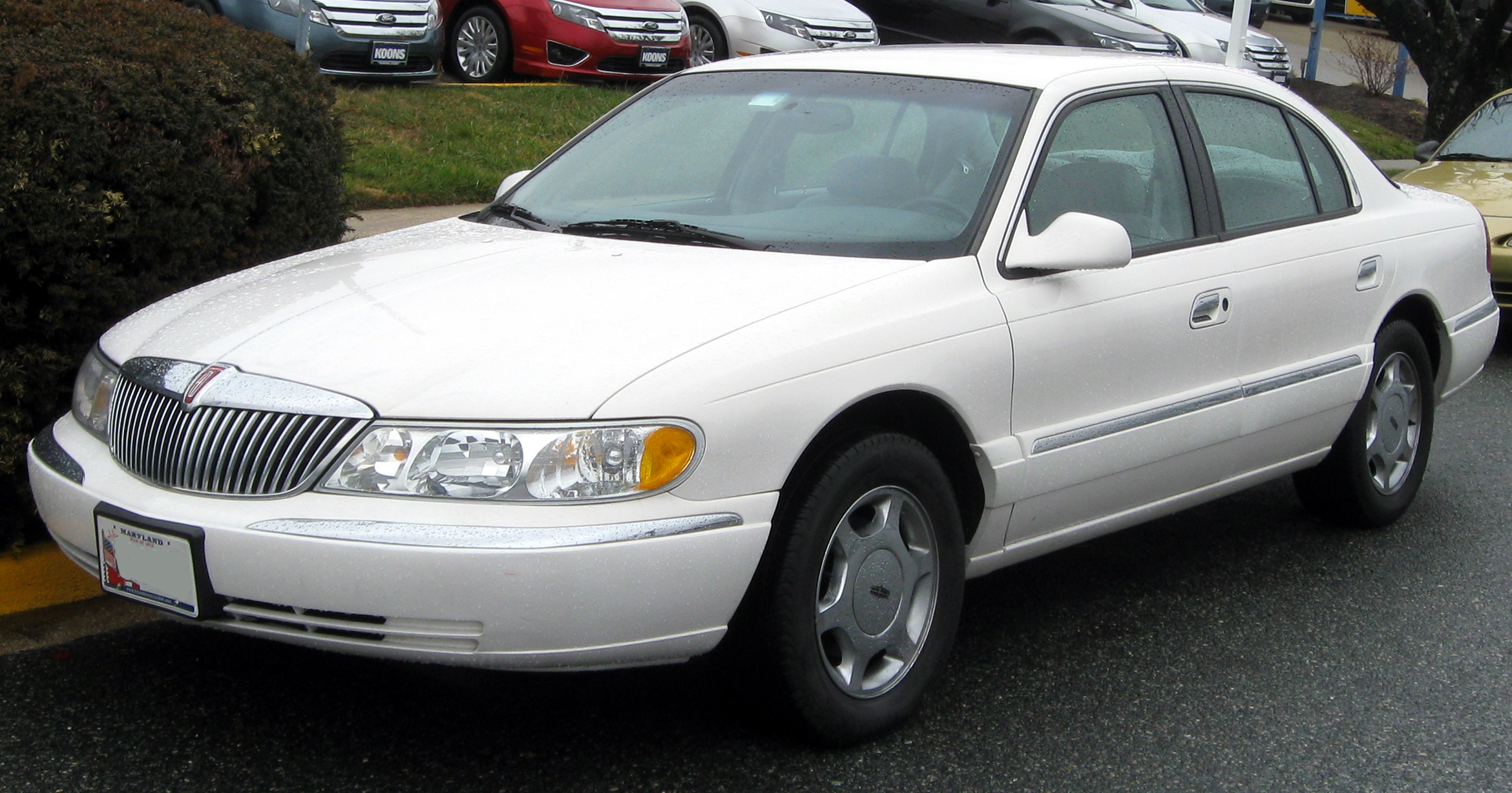
Lincoln Continental 1998-2002

Lincoln Continental är en modellserie personbilar som tillverkades av Ford 1948-2002. USA:s President John F. Kennedy sköts till döds 1963 i en Continental Convertible av 1961 års modell. I filmen Goldfinger begås ett mord genom att en människa ligger i en Lincoln Continental som på en bilskrot pressas ihop. I spelfilmen Inspector Gadget från 1999 kör John Brown en gadgetmobile som är en modifierad Lincoln Continental.